# هلسینگلاند

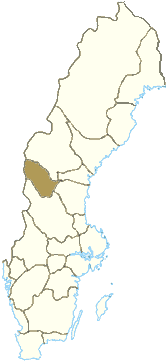
موقعیت هلسینگلاند در سوئد

هلسینگلاند (به سوئدی: Hälsingland) یکی از استان‌های سوئد است که در مرکز این کشور قرار دارد. این استان با استان‌های مدلپاد، هریدالن، دالارنا، گستریکلاند و خلیج بوتنی هم مرز است. در نزدیکی ساحل زمین معمولاً کوهستانی و پوشیده از صخره‌ها است. مرتفعترین بخش آن ۶۰۰ متر از سطح دریا بلندتر است و به دلیل وجود جنگل‌های فراوان صنعت چوب در این منطقه منبع درآمد اصلی مردم آن است.